# Serasah (Pemayung)
Serasah is een bestuurslaag in het regentschap Batang Hari van de provincie Jambi, Indonesië. Serasah telt 1272 inwoners (volkstelling 2010).